# Nacional de Guadalajara
Der Club Nacional de Guadalajara, häufig auch als Nacional de Guadalajara bezeichnet, ist ein mexikanischer Sportverein in Guadalajara, der Hauptstadt des Bundesstaates Jalisco. Seine Fußballmannschaft war zwischen 1961 und 1965 in der höchsten mexikanischen Spielklasse vertreten. 

## Geschichte
Die Wurzeln des Vereins reichen bis ins Jahr 1915 zurück, als in einem weniger begüterten Viertel der Stadt Guadalajara einige Straßenjungs eine Fußballmannschaft auf die Beine stellten, der sie den Namen Victoria gaben. Im benachbarten Barrio Del Fuerte wandelten einige andere Jungs ebenfalls auf den Pfaden des englischen Sports und so ergab es sich, dass die beiden Mannschaften zum Kräftemessen gegeneinander antraten. Schon bald entschlossen sie sich zum Zusammenschluss und gaben ihrem fusionierten Projekt den Namen Unión. 
Aus diesem munteren Treiben entstand ein richtiger Fußballverein, der mit Wirkung vom 31. Mai 1917 den Namen Nacional erhielt. Diesen hatte man in Anlehnung an die Nationale Eisenbahngesellschaft Ferrocarriles Nacionales gewählt, bei der die meisten Spieler in ihrem Hauptberuf als Arbeiter beschäftigt waren. 
Als eigentlicher Gründer des Club Deportivo Nacional gilt Teófilo Zúñiga, der in den Anfangsjahren auch die treibende Kraft des Vereins war. Zudem wirkte er zunächst als Spieler und später als Trainer der Fußballmannschaft. 
Nacional schloss schnell zu den führenden Vereinen der Stadt auf und zählte zu den erfolgreichsten Mannschaften der Staatsliga von Jalisco, deren Titel insgesamt siebenmal gewonnen wurde: 1926, 1927, 1931, 1932, 1934, 1937 und 1939. Nur der Club Deportivo Guadalajara konnte diesen Titel häufiger gewinnen. 
Doch bei Gründung der landesweiten Profiliga 1943/44, in die Nacional nicht aufgenommen wurde, fiel der Verein zurück. Zwar gelang Nacional 1961 schließlich doch der Aufstieg in die erste Liga und 1963 mit dem sechsten Rang sogar ein Achtungserfolg. Doch bereits 1965 fiel Nacional wieder in die Zweitklassigkeit zurück. Seit dem Rückzug aus der Segunda División am Saisonende 1978/79 spielt der Verein nur noch in der (mittlerweile viertklassigen) Tercera División.